# VA-11 Hall-A
 (avril 2020).
Si vous disposez d'ouvrages ou d'articles de référence ou si vous connaissez des sites web de qualité traitant du thème abordé ici, merci de compléter l'article en donnant les références utiles à sa vérifiabilité et en les liant à la section « Notes et références ».
VA-11 Hall-A: Cyberpunk Bartender Action (prononcé le plus souvent Valhalla) est un jeu vidéo indépendant de simulation de barman. C'est un visual novel, aux visuels très inspirés des animes et du PC-98, se déroulant dans un univers cyberpunk. Développé par le studio vénézuélien Sukeban Games et édité par Ysbryd Games sur les plateformes Microsoft Windows , OS X et Linux. Sortie le 21 juin 2016. Le portage sur PlayStation Vita a été quant à lui développé par Wolfgame et édité par Limited Run Games.

## Système de jeu
VA-11 HALL-A a été décrit par son équipe de développement, Sukeban Games, comme étant un jeu "d'action de barman cyberpunk". Le jeu met le joueur dans la peau de Jill une barmane au "VA-11 HALL-A" , un petit bar underground dans un centre-ville dystopique censé attirer la clientèle "la plus fascinante". L'histoire que nous narre le jeu se situe dans les années 2070, dans un monde où "les corporations règnent en maître, toute la vie humaine est infectée par des nanomachines conçues pour les opprimer et les terrifiants chevaliers blancs s'assurent que tout le monde obéisse aux lois". En plus de tout cela, bien entendu, la corruption et les pénuries alimentaire se "répandent" à Glitch City, la ville où se trouve notre bar.
VA-11 Hall-A est basé sur un gameplay non linéaire, l'intrigue du jeu étant influencée par les boissons que le joueur décide de servir et la façon dont les clients y réagissent. Il n'y a pas d'options de dialogue dans le jeu, faire des boissons différentes étant le seul moyen d'influencer la direction de l'histoire. VA-11 Hall-A présente une gamme variée de personnages qui ont été décrits comme des « non-héros moyens », comme le soulignent les développeurs, marquant le fait que les personnages secondaires ne sont jamais vraiment étoffés dans les films. Au fil du temps, le joueur commence à bien connaître les personnages pour déduire quelles boissons ils veulent, ce qui se traduit par une expérience intime.

## Développement

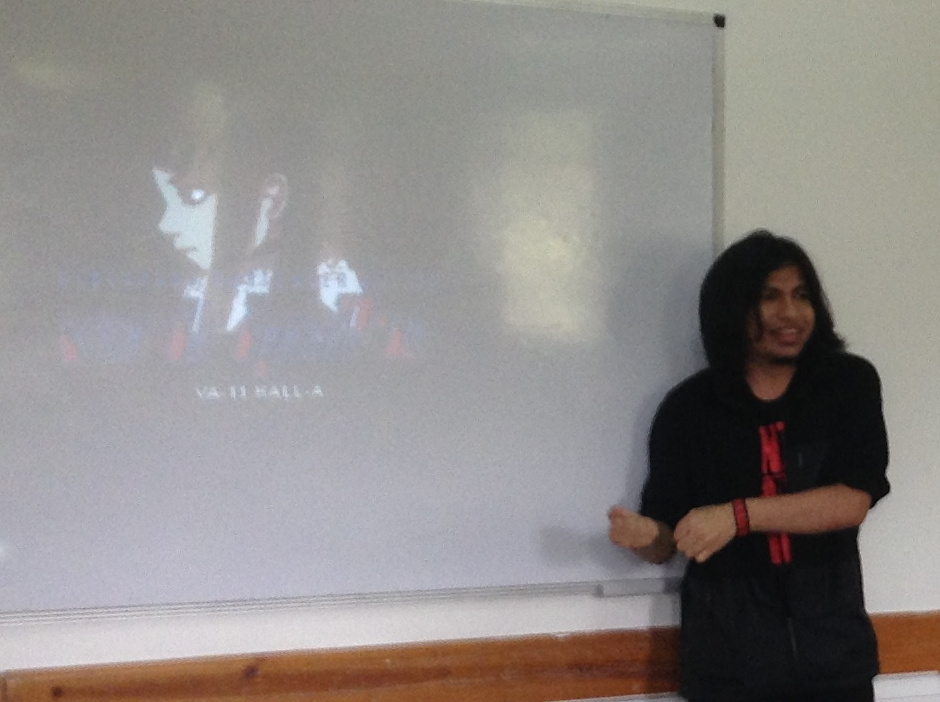
Christopher Ortiz, 2018

VA-11 Hall-A a été initialement développé pour le Cyberpunk Game Jam de 2014 ; cependant, Sukeban Games a tellement aimé travailler sur le jeu qu'ils l'ont finalement transformé en jeu complet. La date de sortie initialement prévue en décembre 2014 a été reportée plusieurs fois en raison de retards, y compris lorsque les développeurs ont changé le moteur de jeu. VA-11 Hall-A est très influencé par les anciens jeux sur PC-98, ce qui donne un look rétro tout en étant futuriste, mais aussi par l'expériences des développeurs, notamment sur le fait de vivre dans un pays en voie de développement. Le prototype original du jeu est téléchargeable gratuitement sur le site officiel du jeu et les joueurs qui ont pré-commandé le jeu ont eu accès à un prologue jouable mais distinct de la trame principale.

## Accueil
VA-11 Hall-A a été salué par la critique avant sa sortie, tandis que l'accueil après le jeu a été plutôt favorable, avec un accueil positif en ce qui concerne les prémices, les personnages, l'écriture et la musique.Cependant, les critiques ont perçu les dialogues du jeu comme maladroits et le gameplay comme répétitif.[réf. nécessaire]
- Destructoid : 9/10[2]
- PC Gamer : 60 %[3]
- Rock, Paper, Shotgun : « J'aime l'idée de Valhalla et à part quelques soucis de présentation, j'aime son exécution. » (Sin Vega)[4]

## Postérité
Une suite, N1RV Ann-A, est prévue pour une sortie en 2020. Elle fut reportée à une date encore inconnue